# Red Bull RB1
O Red Bull RB1 é o primeiro modelo da Red Bull Racing, construído para a temporada de 2005 da Fórmula 1. Condutores: David Coulthard, Christian Klien e Vitantonio Liuzzi. Liuzzi substituiu Klien do GP de San Marino até a Europa.

## Resultados[1]
(legenda) (em negrito indica pole position e itálico volta mais rápida)
| Ano  | Chassis | Motor               | Pneus | N° | Pilotos           | 1   | 2   | 3   | 4   | 5   | 6   | 7   | 8   | 9   | 10  | 11  | 12  | 13  | 14  | 15  | 16  | 17  | 18  | 19  | Pontos | Posição |  |
| ---- | ------- | ------------------- | ----- | -- | ----------------- | --- | --- | --- | --- | --- | --- | --- | --- | --- | --- | --- | --- | --- | --- | --- | --- | --- | --- | --- | ------ | ------- |  |
|      |         |                     |       |    |                   |     |     |     |     |     |     |     |     |     |     |     |     |     |     |     |     |     |     |     |        |         |  |
|      |         |                     |       |    |                   | AUS | MAL | BHR | SMR | ESP | MON | EUR | CAN | USA | FRA | GBR | GER | HUN | TUR | ITA | BEL | BRA | JPN | CHN |        |         |  |
| 2005 | RB1     | Cosworth TJ2005 V10 | M     | 14 | David Coulthard   | 4   | 6   | 8   | 11  | 8   | Ret | 4   | 7   | DNS | 10  | 13  | 7   | Ret | 7   | 15  | Ret | Ret | 6   | 9   | 34     | 7º      |  |
| 2005 | RB1     | Cosworth TJ2005 V10 | M     | 15 | Christian Klien   | 7   | 8   | Ret |     |     |     |     | 8   | DNS | Ret | 15  | 9   | Ret | 8   | 13  | 9   | 9   | 9   | 5   | 34     | 7º      |  |
| 2005 | RB1     | Cosworth TJ2005 V10 | M     | 15 | Vitantonio Liuzzi |     |     |     | 8   | Ret | Ret | 9   |     |     |     |     |     |     |     |     |     |     |     |     | 34     | 7º      |  |